# Convent del Carme (València)
El Convent del Carme o Reial Monestir de Nostra Senyora del Carme és un conjunt conventual d'orígens medievals situat al barri del Carme del districte de Ciutat Vella de València.
El convent va deixar la seua funció al segle xix arran de la desamortització i des d'aleshores ha estat seu de diverses institucions artístiques com la Reial Acadèmia de Belles Arts de Sant Carles o el Museu de Belles Arts de València, de qui actualment depèn i és la institució responsable del Centre del Carme Cultura Contemporània que actualment allotja l'edifici.
La rellevància de l'edifici residix en el fet que és un dels pocs conjunts conventuals d'orígens medievals que es conserva complet, bé que molt modificat, a més de ser una mostra de l'arquitectura feta a la ciutat durant segles. Del conjunt destaquen el refectori, la sala capitular, el dormitori, els dos claustres (un de gòtic i l'altre renaixentista), l'església amb la seua gran façana retaule i la innovadora intervenció interior del segle xvii, i també les sales construïdes amb finalitats expositives de principis del segle xx.
L'unica part del conjunt que conserva la funció religiosa és l'església, ara sota l'advocació de la Santa Creu.

## Història
El convent del Carme, que és el que dona nom al barri del Carme, té els seus orígens en la fundació que es feu el 1281 quan els carmelites calçats es van establir a València a la mort de Jaume I, obtenint nombroses donacions i privilegis. Amb l'exclaustració del segle xix, el convent va quedar deshabitat i l'església va passar a dir-se església de la Santa Creu.
El 1839, amb el convent ja buit per l'exclaustració, es va inaugurar l'edifici com a Museu del Carme, a fi d'arreplegar totes les obres d'art que havien quedat òrfenes als convents, esglésies i monestirs arran de la desamortització de Mendizábal. El 1848, l'Acadèmia de Sant Carles, que també disposava d'un fons de pintures i que estava ubicada a l'edifici de la Universitat, es va traslladar al convent del Carme i va mamprendre la gestió dels fons depositats en aquest, tot creant el germen de l'actual Museu de Belles Arts de València. El 1913, la gestió del museu passà a mans estatals. El 1946 i com a conseqüència dels danys patits per l'edifici durant la Guerra Civil, els fons del museu passaren a l'edifici del col·legi de Sant Pius V, on es troben actualment.
El convent del Carme va quedar en estat d'abandó fins als anys 1980, en què progressivament ha anat sent restaurat i ha tornat a ser seu de diverses institucions i ha acomplit funcions museístiques, ha sigut seu de l'Escola d'Arts i Oficis Artístics, subseu de l'IVAM com a Centre del Carme; s'hi pensà establir la Biblioteca Valenciana o, més recentment, es pensà d'instal·lar-hi un Museu del segle xix. Actualment, serveix de centre expositiu al Museu de Belles Arts de València. Fou declarat monument historicoartístic el 1983.
Pel que fa a l'església, l'any 1842 s'havien enderrocat els veïns convent i església de la Santa Creu, i s'havia traslladat la titularitat de l'església a aquesta parròquia del convent del Carme, per la qual cosa indistintament se la coneix com a església del Carme o de la Santa Creu.
El març del 2011, s'acabaren les obres de la iv fase de restauració del conjunt, amb la restauració de la sala capitular, el refectori i el dormitori. En aquesta restauració, també s'han trobat restes d'un habitatge islàmic, que pertanyia a l'antic raval de la ciutat on s'assentà el convent. Actualment, és visible a través de plaques de vidre, es tracta d'un carrer, amb orientació nord-sud, i de part de les cases que el delimitaven, amb estances, un pati amb murs decorats amb pintura mural i un paviment de rajoles roges i grogues, així com un pou i una pica al centre.
Respecte el 2016, el 2017 tingué un 140 % més de visitants.

## Edifici

### Església

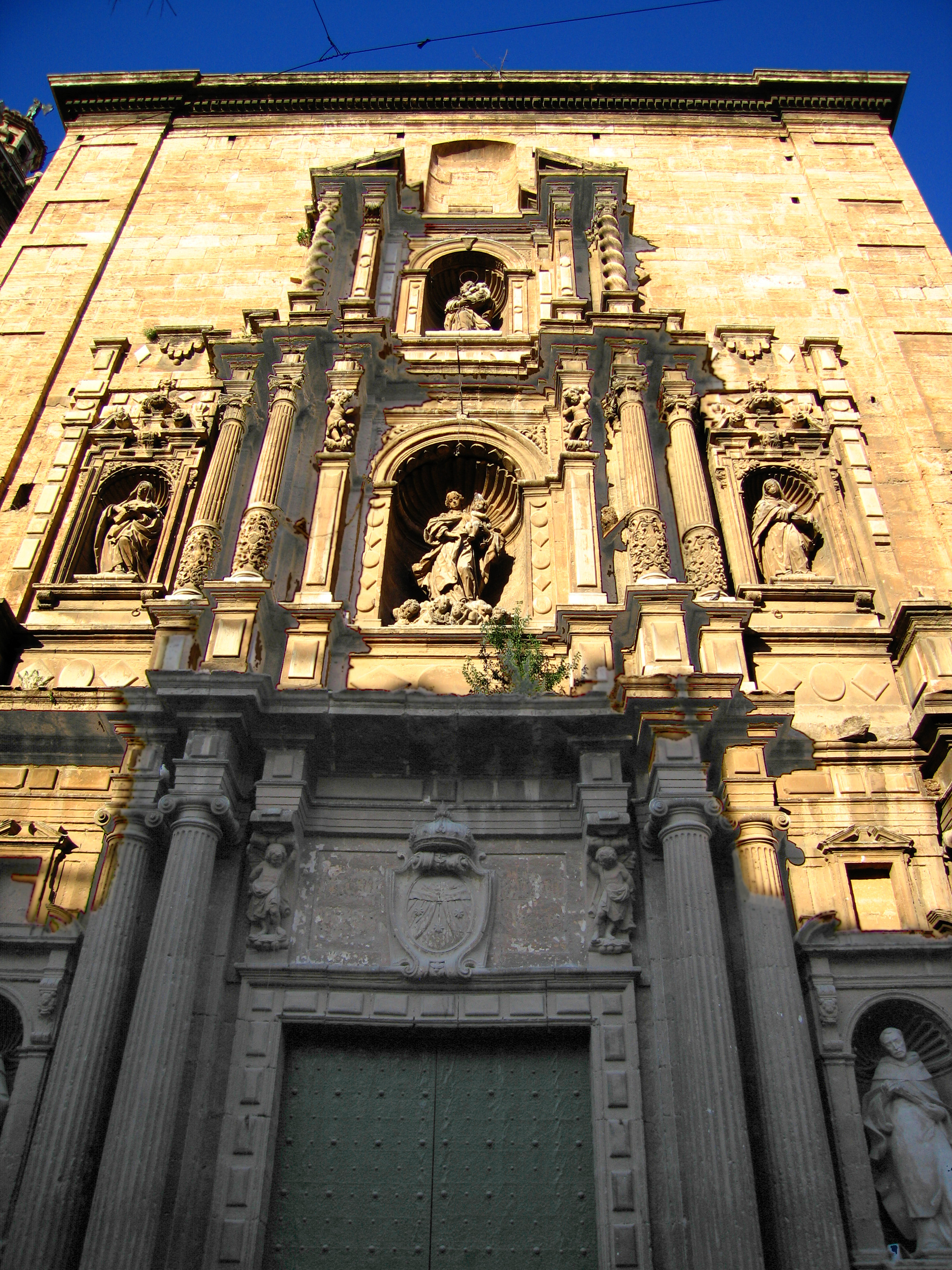
Façana barroca de l'església de la Santa Creu (abans del Carme)

La primera església es consagrà el 1343 i hauria seguit l'esquema constructiu de les anomenades esglésies de conquesta (nau rectangular amb arcs diafragma, capelles laterals, capçalera recta i sostre de fusta).
L'any 1439, aquesta església s'havia quedat menuda i es dotà d'un llegat per a la construcció d'una nova capçalera, però sembla que no es construí fins al 1555, data en què Manuel Díaz de Calatayud feia donació d'un llegat de 20.000 sous per a «obrar lo cap d'altar machor e lo cap machor de la iglesia de dit monestir del Carme, hon tenim la nostra sepultura». Aquesta nova capçalera s'aprecia en un dibuix preparatori que va fer Wijngaerde de la ciutat, que mostra una volta de creueria estrelada, exemple de la pervivència de la manera de construir gòtica enfront dels nous modes renaixentistes.
A inicis del segle xvii, es produeix l'ampliació de l'església, s'allargà la nau dos trams per fer-hi un cor alt (desaparegut), una nova portada i unir l'església amb el campanar. Aquesta reforma en portà una renovació interior per unificar l'espai. Es recobriren els contraforts gòtics amb una ordenació clàssica de pilastres corínties, arcs de mig punt i una nova coberta de la volta tapiada i amb llunetes, reforma innovadora dins l'àmbit valencià, i que servirà de model als temples que es renovaran més tard, com ja assenyala Juan Pinto de Vitoria el 1679.
La façana és una gran portada retaule, comparable a les de Sant Miquel dels Reis i l'església de l'Assumpció de Llíria; es construí en dues fases clarament diferenciades. La primera, el cos inferior, correspon a les traces de Gaspar de Sant Martí, de llenguatge manierista, però a la seua mort, el 1644, aquestes traces foren modificades. Això s'observa en l'ús d'un llenguatge més barroc; el responsable d'aquesta revisió de les traces fou Joan Baptista Vinyes el 1697, que encarregà l'acabament de la façana al picapedrer Josep Bonet i a l'escultor Juli Capuz, els quals el 1704 encara treballaven en l'obra de la façana.
També obra del frare arquitecte del convent, Gaspar de Sant Martí (també apareix com de Sent Martí), és la capella de la Comunió i el transsagrari de darrere. Construïda el 1613, recull influències de l'església del col·legi del Patriarca.
Un altre element de l'església és la capella de Nostra Senyora del Carme, de planta oval, obra de Vicent Gascó, feta entre 1774 i 1783. Aquesta nova capella suposava un exemple de refinament i classicisme de la nova arquitectura a València, que Gascó transmetria als seus deixebles de l'Acadèmia de Sant Carles.
Les obres d'art moble més interessants que conserva l'església són: un retaule de Joan Sarinyena, antigament atribuït a Margarida Joanes, filla de Joan de Joanes, alguns quadres d'Orrente i cercle, les taules de Crist com a Baró dels Dolors del segle xv, i Sant Roc del segle xv, a més de les escultures de Capuz de la façana.

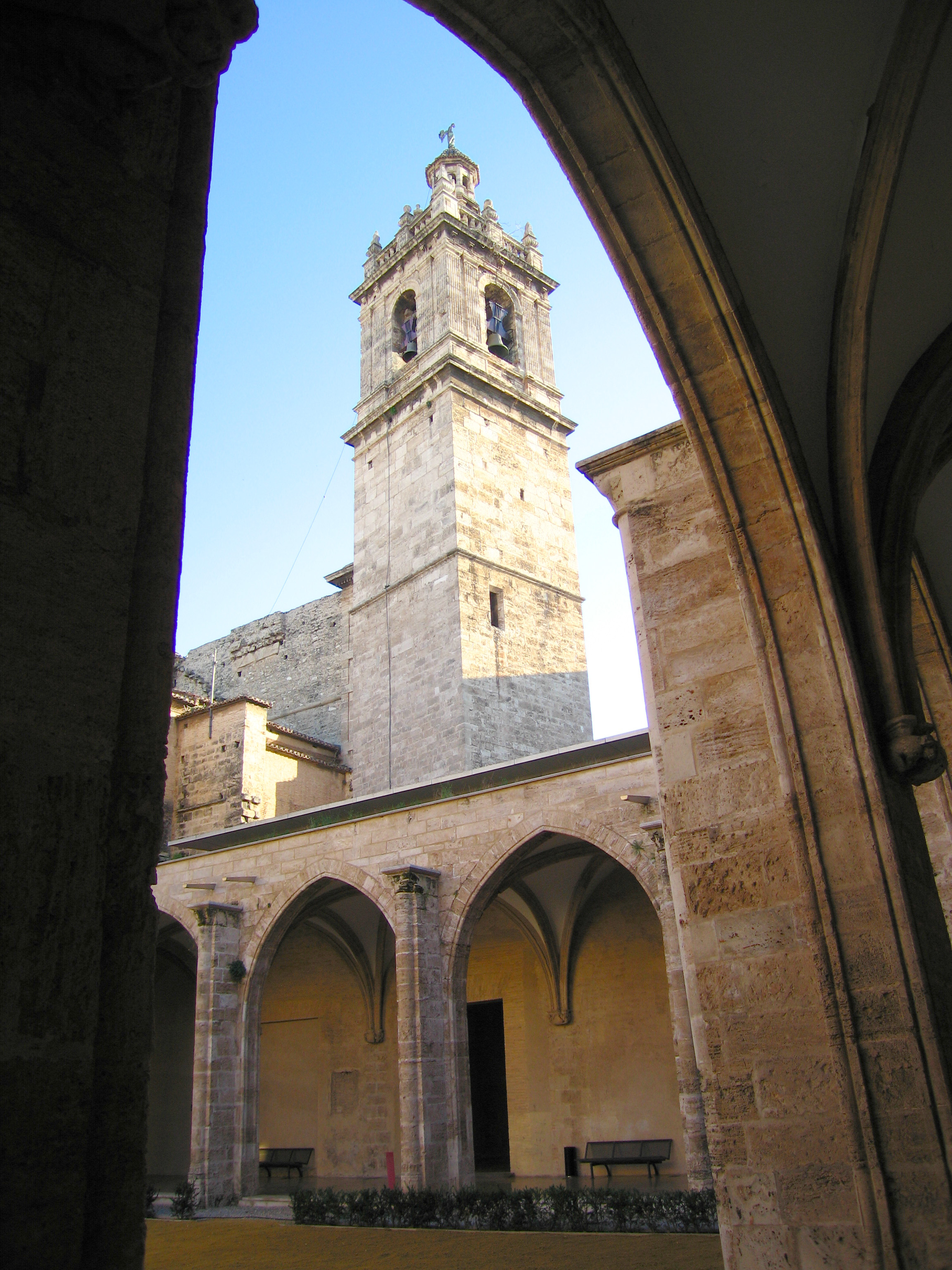
Claustre gòtic i vista del campanar

### Claustre gòtic
Aquest claustre quadrat té quatre arcs apuntats a cada costat i mènsules historiades amb motius heràldics, animalístics o fantàstics. Es cobreix amb una volta de creueria simple que s'ajunta en claus de volta en forma de florons. Construït en el segle xv, rep la influència cistercenca, com el claustre de la catedral de Sogorb, el del convent de Sant Doménec i del monestir de la Trinitat a la mateixa ciutat, o el de Sant Doménec de Xàtiva.
En el segle xvii, es construí la infermeria sobre el costat oest; aquest claustre sempre havia tingut un únic pis, fet que va produir fortes càrregues i la seua demolició durant les obres de restauració.
L'any 1882, ja ocupat l'edifici pel museu, els arquitectes Joaquim Maria Belda i Joaquim Maria Calvo projectaren una coberta de vidre que cobrira el claustre a manera de claraboia per a la il·luminació de les sales en què s'havia dividit el claustre.
En una de les antigues capelles que disposava el claustre gòtic, en l'actualitat hi ha el sarcòfag de l'escriptor valencià Vicent Blasco Ibáñez, obra de Marià Benlliure (1935), encara que mai ha arribat a contindre les restes del famós escriptor, que va morir a Menton el 1933, i les seues restes van arribar a València el 1935 i foren soterrades al cementeri general, on encara reposen.

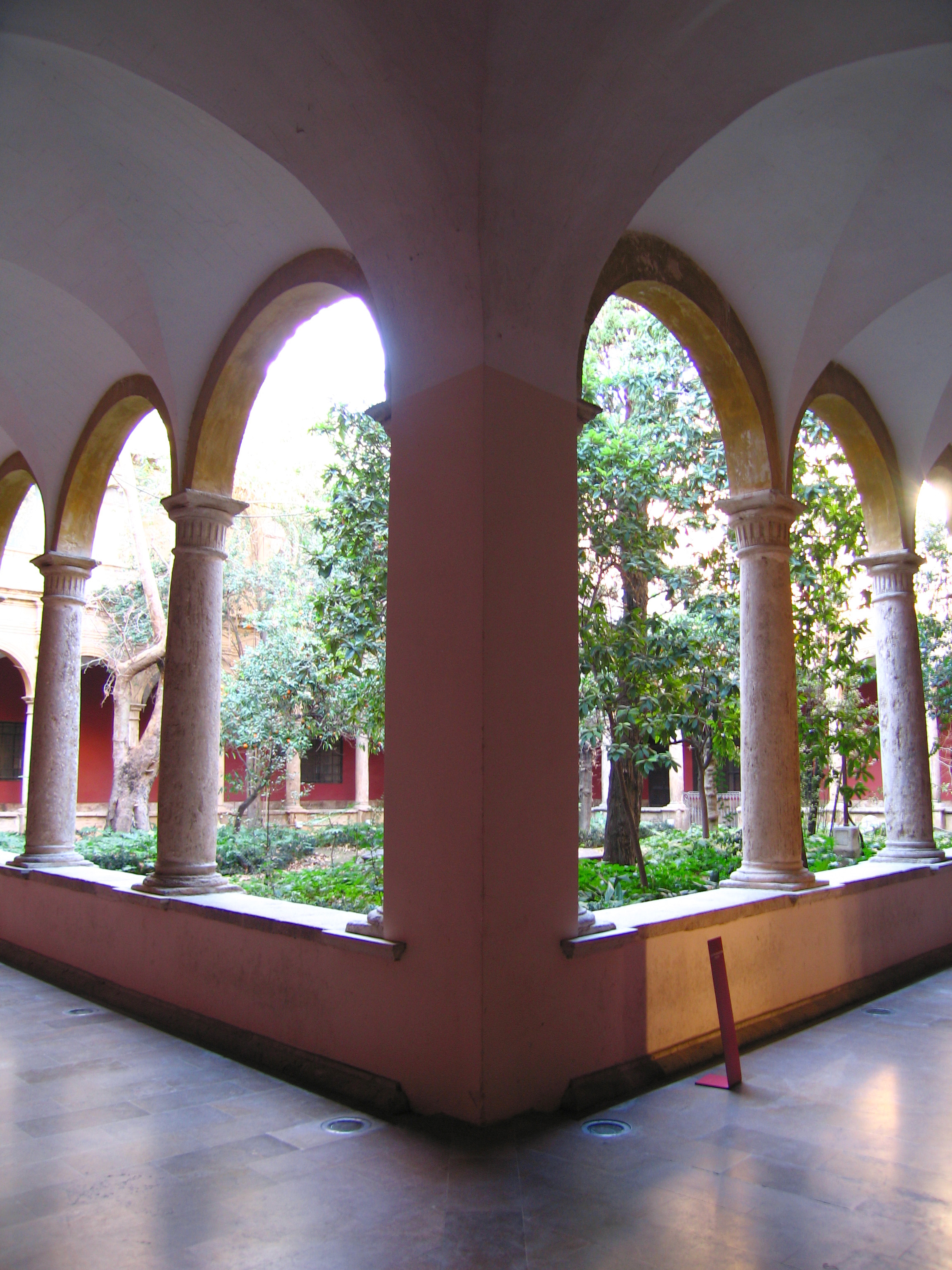
Claustre renaixentista del Convent del Carme

### Claustre renaixentista
A partir dels primers anys la segona meitat del segle xvi, comença a bastir-se'n el segon claustre, seguint ja l'estil renaixentista. Quadrat, lleugerament irregular, té vuit arcades a cada costat, i a sobre un sobreclaustre de setze arquets per costat. Aquest claustre superior es construí ja al segle xvii, però seguint el pla unitari del segle anterior. Les galeries es cobreixen amb voltes d'aresta de rajola, probablement a plec de llibre, però d'un gruix tal que abans evoca les tècniques de començament de segle que els lleugers voltams tapiats en aresta pròpiament renaixentistes (com al col·legi del Patriarca); el tram que connecta amb el claustre gòtic es cobrí amb innovadores voltes bufades. L'única decoració es troba als capitells, de vas estriat amb bordons, que coronen columnes toscanes, i es poden relacionar amb els de l'Hospital General o la galeria del palau dels Scala, i existeix la possibilitat que fóra Gaspar Gregori qui donara les traces o hi influïra. A més, indica el coneixement de tractats com el Medidas de Romano, de Diego de Sagredo, en què hi apareixen aquest tipus de capitells. Obra ja classicista és el marc arquitectònic que allotja el rellotge mecànic de la galeria nord.

### Campanar
La torre campanar també és obra de Gaspar de Sant Martí; però, com passà amb la façana de l'església, va ser paralitzada a la seua mort, el 1644, amb una altura de 74 pams. A partir del 1647, les obres es reprengueren per Joan d'Yraola i Maties Coder, que seguien el model del campanar de Sant Joan del Mercat. El 1741, Josep Mínguez hi afegí la cupuleta que remata la torre. Construït en pedra, té planta quadrada. En el cos de campanes, s'obri un arc de mig punt en cadascun dels costats, flanquejats per parelles de pilastres estriades d'ordre dòric. Sobre aquest, hi ha una balustrada decorada amb boles i flames.

### Altres elements

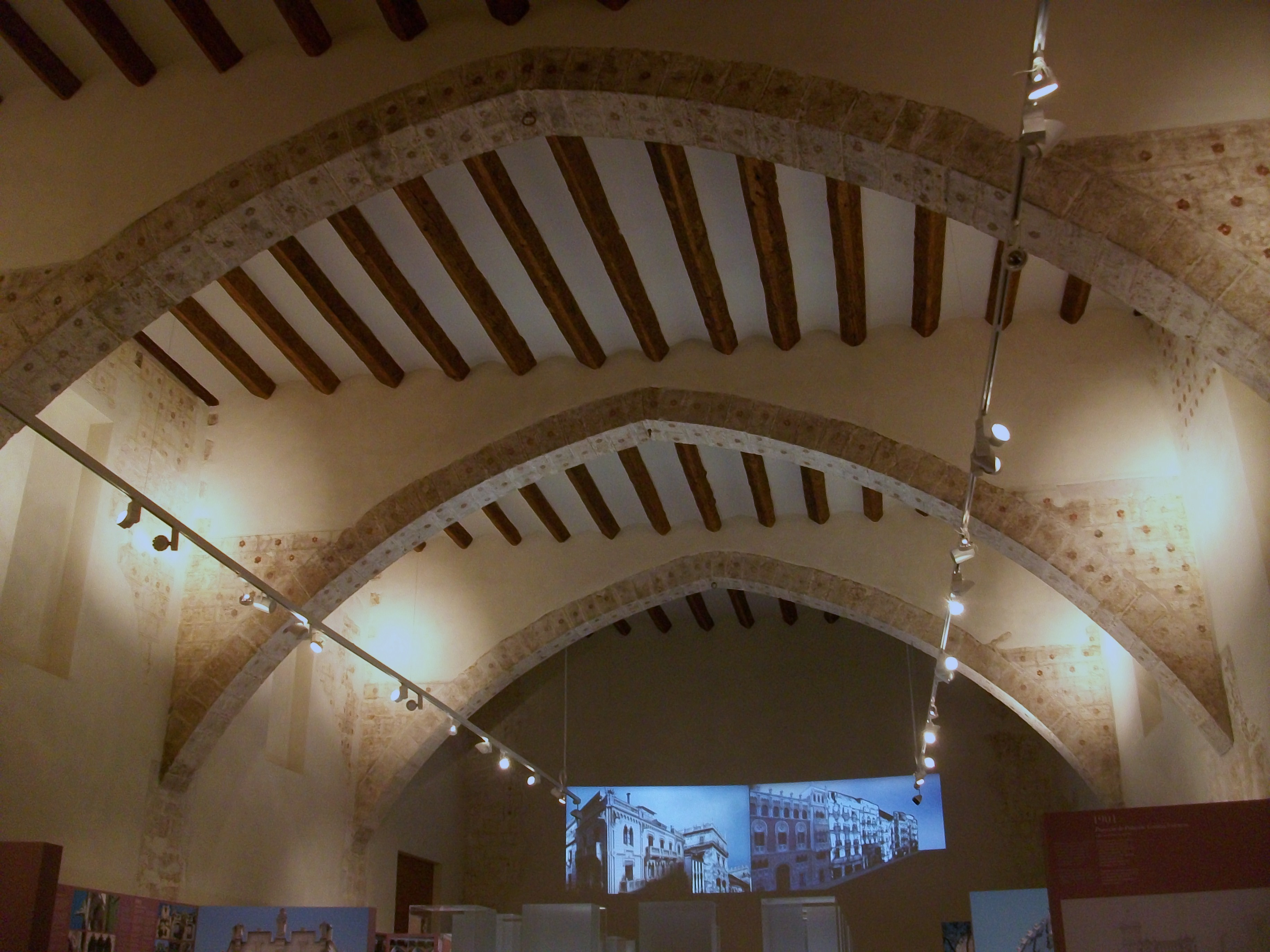
Refectori

El refectori és una gran sala de planta rectangular coberta amb arcs diafragma que sostindrien un sostre de fusta perdut, gòtic del segle xiv, esquema anomenat gòtic de conquesta, d'àmplia difusió (en edificis religiosos, Sant Feliu de Xàtiva, la Sang de Llíria, el Salvador de Sagunt, Sant Roc de Ternils a Carcaixent, o civils, com les drassanes del Grau). Aquesta sala es dedicà a funcions expositives quan s'hi instal·là el Museu de Belles Arts (era la sala Martínez Campos), i s'hi integraren parts del desaparegut palau Vich, que actualment han tornat a ser traslladades i reconstruït a l'edifici del Pius V del Museu de Belles Arts de València. Després de la seua restauració, ha eixit a la llum la decoració que fingeix els carreus amb línies negres, amb una estrella negra de sis puntes, pintat a l'almangra al centre.

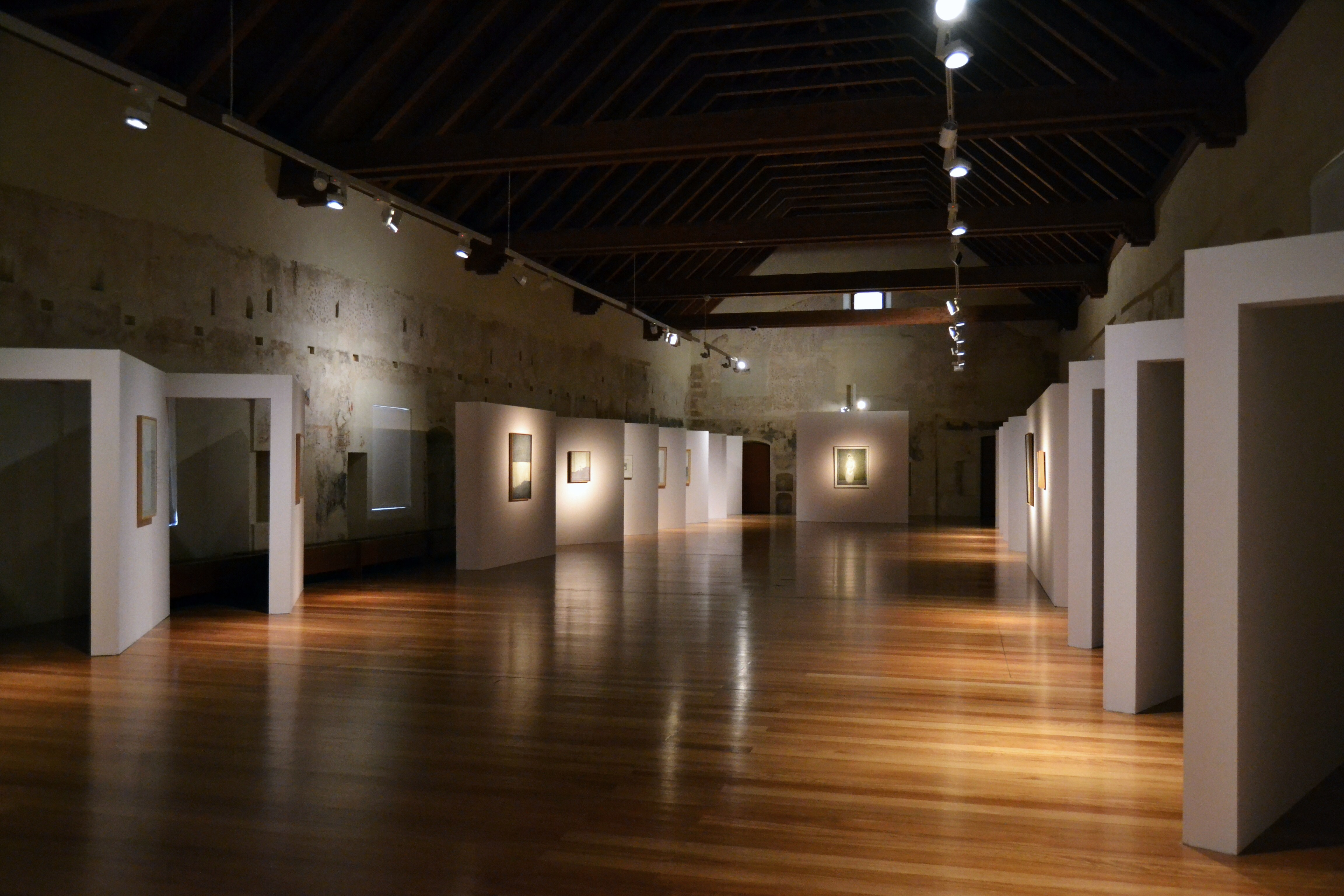
Dormitori

Sobre el refectori i la sala capitular, se situa l'antic dormitori dels monjos, construït també al segle xiii o xiv. És una estança àmplia, rectangular, configurada per un corredor central il·luminat per dues finestres a cada costat menor de la sala. Al corredor s'obrien les cel·les, individuals i sense sostre, que disposaven d'una finestra xicoteta, una màrfega, alguna fornícula (algunes visibles en l'actualitat) i pintura mural, de la qual queden vestigis, pròpia de cada compartiment. La coberta del dormitori era una gran armadura de fusta similar a la reconstruïda. La distribució i la sostrada són molt similars a les del dormitori del convent de la Trinitat de València.
La sala capitular és d'origen gòtic, dedicada a la Verge de la Vida ja el 1377. Se situa a continuació del refectori i és de planta quadrada; conserva un finestral apuntat i dos òculs a cada costat d'aquest. Durant la seua adaptació com a museu, es feu la unió amb el refectori tombant el mur que els separava, i passà a anomenar-se sala Benlliure. Sobre el refectori i la sala capitular estava situat el dormitori, cobert com el refetor amb arcs diafragma.
L'escala d'accés al sobreclaustre està situada entre els dos claustres, i també té com a autor Gaspar de Sant Martí. Es cobreix amb una cúpula sobre petxines; al final de l'escala, destaca una portada interior qualificada de tardomanierista (ca. 1650), composta per pilastres amb fust amb estries, entaulament dòric, frontó partit amb edicle central i remats piramidals als costats.

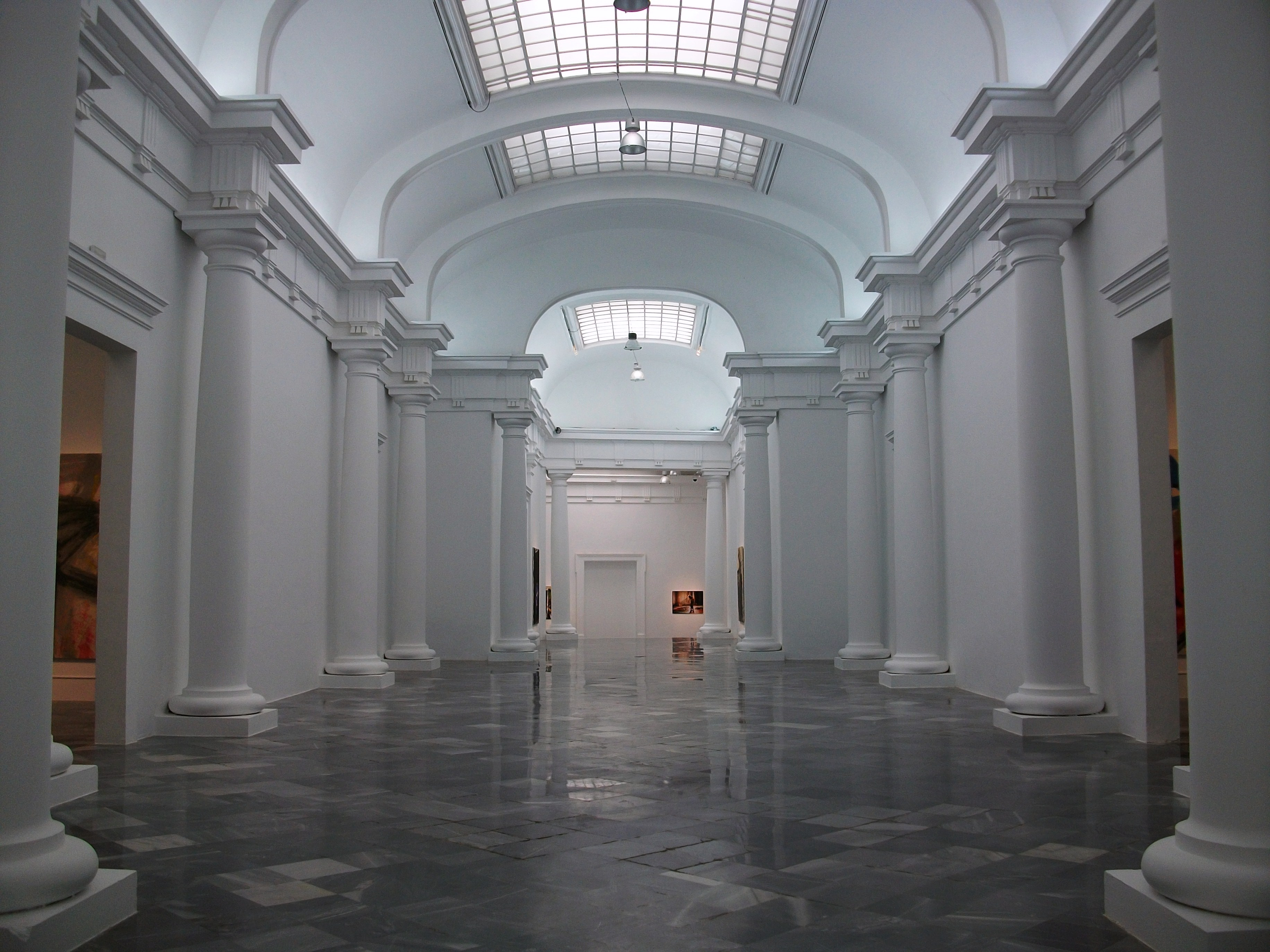
Sala Ferreres

La façana que recau en l'actual carrer del Museu es construí perquè l'anterior amenaçava ruïna. Feta entre el 1778 i 1779 pel mestre d'obres Josep Gascó, donà uniformitat a l'exterior i hi destaca la portada neoclàssica composta de dues pilastres amb pedestal, entaulament dòric i front corb destacat, així ressaltat per damunt del senzill mur. A la llinda, hi consta la data de construcció.
La sala Ferreres fou construïda per Lluís Ferreres, de qui pren el nom, i hi col·laborà Vicent Rodríguez, emmarcat en els projectes d'ampliació del museu. Aquesta galeria s'inaugurà l'any 1924 i segueix els models de l'arquitectura de museus, sobretot el de la galeria central del Museu del Prado, enllaçant amb les propostes museístiques més modernes del moment.
Altres intervencions menors es dugueren a terme a partir del 1935 per al condicionament de l'escola d'Arts i Oficis, situades a la part oest del claustre renaixentista, i també per enllaçar les sales velles amb les noves (la sala Ferreres), l'arquitecte de les quals fou Xavier Goerlich.